# 韋斯頓普朗鎮區 (北卡羅萊納州哥倫布縣)
韋斯頓普朗鎮區（英語：Western Prong Township）是位於美國北卡羅萊納州哥倫布縣的一個鎮區。

## 地方資料
韋斯頓普朗鎮區的面積為57.76平方千米，皆為陸地。根據2020年美國人口普查的數據，當地共有人口807人，而人口密度為每平方千米13.97人。